# Bruno de Grote
De heilige Bruno de Grote (925 - Reims, 11 oktober 965) was aartsbisschop van Keulen, hertog van Lotharingen en aartskanselier van het Heilige Roomse Rijk.
Vaak wordt hij verward met de heilige Bruno van Keulen, de stichter van de kartuizers. Bruno de Grote is een typische heilige van rond het jaar 1000: hij behoorde tot de rijksadel en was verweven met de wereldlijke politiek van zijn tijd. Toch is hij pas in 1870 heilig verklaard.
Bruno was een zoon van keizer Hendrik de Vogelaar en de heilige Mathilde van Ringelheim. Zijn broer was keizer Otto I. Bruno genoot zijn opleiding bij bisschop Balderik van Utrecht.
Er waren in zijn persoon meerdere ambten verenigd: sinds 940 was hij aartskanselier en sinds 951 tevens aartskapelaan van het rijk, van 953 - 959 de laatste hertog van Lotharingen en vanaf 953 aartsbisschop van Keulen en abt van de machtige abdijen Lorsch en Corvey. Hij stichtte zelf te Keulen de Sankt Pantaleonabdij, waar hij begraven werd.
Zijn feestdag is 11 oktober.

## Bruno de Grote als hertog van Lotharingen
In 953 stelde zijn broer Otto I Bruno aan tot hertog van Lotharingen. Bruno benoemde afzonderlijke vice-hertogen waardoor rond 959 een afscheiding ontstond tussen Neder-Lotharingen in het noorden en Opper-Lotharingen in het zuiden. Daarmee was hij de laatste hertog van het onverdeelde Lotharingen. Hij trachtte, via de hem toegekende militaire en bestuurlijke macht, de opstandige aristocratie onder de duim te houden en een bemiddelende rol te spelen tussen Oost- en West-Francië. Daarnaast had hij de taak om het tot dan toe van autonomie genietend hertogdom te integreren in het Oost-Frankische Rijk en het te beschermen aan zijn westgrens (de Schelde) tegen de aanspraken van de koningen van West-Francië (het latere Frankrijk) en hun leenman, de graven van Vlaanderen.

## Voorouders
| Voorouders van Bruno de Grote (925-965) | Voorouders van Bruno de Grote (925-965)                               | Voorouders van Bruno de Grote (925-965)                               | Voorouders van Bruno de Grote (925-965)                               | Voorouders van Bruno de Grote (925-965)                               | Voorouders van Bruno de Grote (925-965)                               | Voorouders van Bruno de Grote (925-965)                               | Voorouders van Bruno de Grote (925-965)                               | Voorouders van Bruno de Grote (925-965)                               |
| --------------------------------------- | --------------------------------------------------------------------- | --------------------------------------------------------------------- | --------------------------------------------------------------------- | --------------------------------------------------------------------- | --------------------------------------------------------------------- | --------------------------------------------------------------------- | --------------------------------------------------------------------- | --------------------------------------------------------------------- |
| Overgrootouders                         | Liudolf van Saksen (806-866) ∞ Oda van Billung (806-913)              | Liudolf van Saksen (806-866) ∞ Oda van Billung (806-913)              | Hendrik van Babenberg (820-886) ∞ Ingeltrude van Friuli (836-867)     | Hendrik van Babenberg (820-886) ∞ Ingeltrude van Friuli (836-867)     | ? (–) ∞ ? (-)                                                         | ? (–) ∞ ? (-)                                                         | ? (–) ∞ ? (-)                                                         | ? (–) ∞ ? (-)                                                         |
| Grootouders                             | Otto I van Saksen (850–912) ∞ Hedwig van Babenberg (956-1003)         | Otto I van Saksen (850–912) ∞ Hedwig van Babenberg (956-1003)         | Otto I van Saksen (850–912) ∞ Hedwig van Babenberg (956-1003)         | Otto I van Saksen (850–912) ∞ Hedwig van Babenberg (956-1003)         | Diederik (-) ∞ ca. 890 Reginhilde (ca. 870-?)                         | Diederik (-) ∞ ca. 890 Reginhilde (ca. 870-?)                         | Diederik (-) ∞ ca. 890 Reginhilde (ca. 870-?)                         | Diederik (-) ∞ ca. 890 Reginhilde (ca. 870-?)                         |
| Ouders                                  | Hendrik de Vogelaar (876-936) ∞ 909 Mathilde van Ringelheim (895-968) | Hendrik de Vogelaar (876-936) ∞ 909 Mathilde van Ringelheim (895-968) | Hendrik de Vogelaar (876-936) ∞ 909 Mathilde van Ringelheim (895-968) | Hendrik de Vogelaar (876-936) ∞ 909 Mathilde van Ringelheim (895-968) | Hendrik de Vogelaar (876-936) ∞ 909 Mathilde van Ringelheim (895-968) | Hendrik de Vogelaar (876-936) ∞ 909 Mathilde van Ringelheim (895-968) | Hendrik de Vogelaar (876-936) ∞ 909 Mathilde van Ringelheim (895-968) | Hendrik de Vogelaar (876-936) ∞ 909 Mathilde van Ringelheim (895-968) |

- Catàleg d'autoritats de noms i títols de Catalunya: 981058523170306706
- Gemeinsame Normdatei: 118674730
- International Standard Name Identifier: 0000 0000 5185 9772
- Library of Congress Control Number: nr90002215
- Nationale Bibliotheek van Letland: 000201766
- Nationale Bibliotheek van Tsjechië: jn20000700248
- Nationale Bibliotheek van Israël: 987007449679505171
- Nationale Bibliotheek van Polen: a0000001253273
- Nederlandse Thesaurus van Auteursnamen: 117348619
- Système universitaire de documentation: 120232960
- Virtual International Authority File: 282311081
- WorldCat: E39PBJqQBDPHk7M6BmcXwt4Dv3